# 제 카스트루
조제 에두아르두 호사 발리 카스트루(포르투갈어: José Eduardo Rosa Vale Castro, Zé Castro, 1983년 1월 13일 ~ )는 포르투갈의 전 축구 선수이다.

## 국가대표 경력
2009년 6월 10일 포르투갈과 에스토니아의 친선경기에서 데뷔하였다. 경기 결과는 0:0 무승부였으며 90분 풀타임을 소화하였다.